# Bourgognea
Bourgognea é um gênero de mariposa pertencente à família Acrolophidae.